# Ennetaach
Ennetaach ist eine Ortschaft in der Gemeinde Erlen im Kanton Thurgau in der Schweiz. Das heute nahezu mit Erlen zusammengewachsene Ennetaach bildete von 1804 bis 1994 eine Ortsgemeinde der ehemaligen Munizipalgemeinde Erlen.

## Geschichte

Links in Bildmitte Ennetaach, vorne rechts Riedt bei Erlen, 1954

Vor 1798 unterstand Ennetaach dem Niedergericht Hessenreuti, ein Haus zählte zur Herrschaft Oberaach. Im 18. Jahrhundert wurde die Siedlung als Enet-Eich bezeichnet. Ennetaach lag stets in der Pfarrei Sulgen. Seit 1965 gehört die reformierte Bevölkerung zur Kirchgemeinde Erlen. In Ennetaach bildete sich im frühen 19. Jahrhundert zudem eine Gemeinschaft reformierter Taufgesinnter. Ennetaach betrachtete sich bereits 1756 als eigenständige Gemeinde.
Obstbau, Milchwirtschaft und Kleinhandel bildeten im 19. Jahrhundert die wichtigsten Verdienstquellen der Einwohner. Um 1900 liess sich eine Baumwollzwirnerei nieder, die seit 1950 zusammen mit weiteren Betrieben die Sozialstruktur von Ennetaach nachhaltig veränderte. 1990 stellte der zweite Wirtschaftssektor 85 % der Arbeitsplätze in Ennetaach.

## Bevölkerung
| Jahr         | 1850  | 1870  | 1900  | 1950  | 1990  | 2000  | 2010  | 2018  | 2023  |
| Ortsgemeinde | 123   | 98    | 143   | 225   | 470   |       |       |       |       |
| Ortschaft    |       |       |       |       |       | 484   | 261   | 281   | 288   |
| Quelle       | [ 3 ] | [ 3 ] | [ 3 ] | [ 3 ] | [ 3 ] | [ 4 ] | [ 5 ] | [ 2 ] | [ 6 ] |

|  |

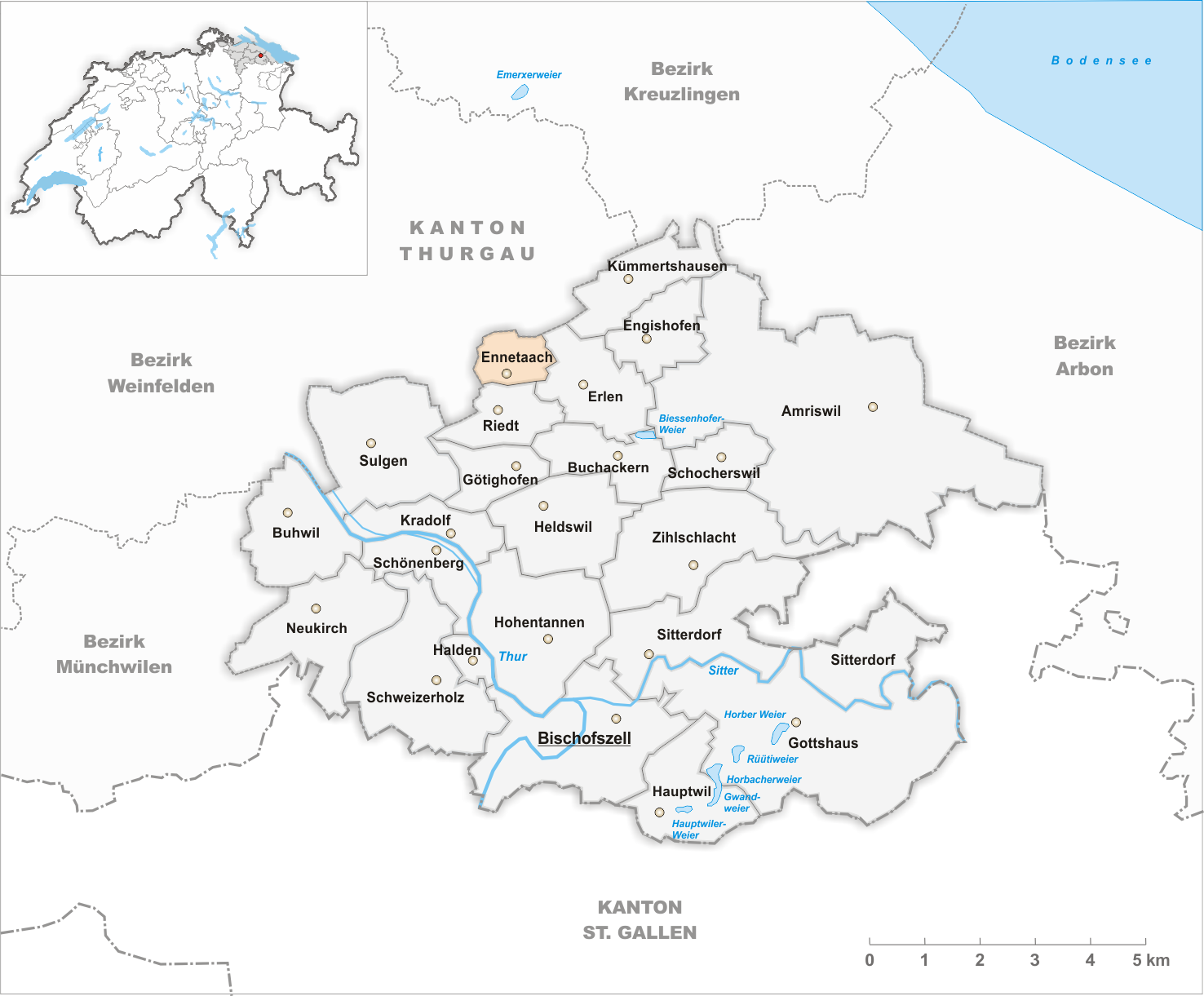
Gemeindestand vor der Fusion im Jahr 1995

Von den insgesamt 288 Einwohnern der Ortschaft Ennetaach am 31. Dezember 2023 waren 79 bzw. 27,4 % ausländische Staatsbürger. 82 (28,5 %) waren evangelisch-reformiert und 73 (25,3 %) römisch-katholisch.